# 琴谱谐声
《琴谱谐声》，古琴谱，清代道光元年周顯祖撰辑。

## 琴谱介绍
卷前有道光元年刘鳳诰琴律述及琴谱的总目录，从目录可以看出本部琴谱共分六卷。其中卷一和卷二为音律部分，卷三为琴箫合谱五曲。卷四至卷六为琴谱。琴谱内共收二十六曲，三十二谱。